# Шабурова Марія Олександрівна
Марія Олександрівна Шабурова (Карабаєва) (6 лютого 1902, селище Лисьвенського заводу Пермського повіту Пермської губернії, тепер місто Лисьва Пермського краю, Російська Федерація — липень 1982, місто Москва, тепер Російська Федерація) — радянська партійна і профспілкова діячка, головний редактор журналу «Работница», народний комісар соціального забезпечення РРФСР. Член Комісії партійного контролю при ЦК ВКП(б) у 1934—1939 роках.

## Життєпис
Народилася в родині робітника-листопрокатника. Закінчила трикласну сільську школу при селищі Лисьвенського заводу Пермського повіту.
У 1912—1913 роках — нянька в приватних осіб в Лисьві. З 1913 по січень 1915 року — посудниця заводської лікарні, з січня 1915 по червень 1920 року — паяльниця Лисьвенського механічного заводу Пермського краю. У 1918 році вступила до комсомолу.
Член РКП(б) з жовтня 1919 року.
У червні — жовтні 1920 року — слухачка Пермської губернської школи радянського і партійного будівництва.
У листопаді 1920 — липні 1922 року — інструктор жіночого відділу Усольського повітового комітету РКП(б) Пермської губернії.
У вересні 1922 — липні 1926 року — завідувач жіночого відділу Кунгурського окружного комітету РКП(б) Уральської області.
У липні 1926 — листопаді 1928 року — завідувач жіночого відділу Курганського окружного комітету ВКП(б) Уральської області.
У листопаді 1928 — серпні 1930 року — завідувач відділу робітниць і селянок, інструктор Уральського обласного комітету ВКП(б) у місті Свердловську.
У вересні 1930 — лютому 1934 року — завідувач сектора масової роботи серед робітниць і селянок та заступник завідувача відділу агітації та масових кампаній ЦК ВКП(б).
Одночасно в 1931—1937 роках — головний редактор журналу «Работница».
У лютому 1934 — липні 1935 року — заступник керівника групи із постачання, радянської торгівлі і споживчої кооперації Комісії партійного контролю при ЦК ВКП(б). У липні 1935 — жовтні 1936 року — член групи легкої промисловості Комісії партійного контролю при ЦК ВКП(б). У жовтні 1936 — серпні 1937 року — керівник групи із комунально-побутового обслуговування Комісії партійного контролю при ЦК ВКП(б).
У серпні 1937 — липні 1939 року — народний комісар соціального забезпечення Російської РФСР.
У вересні 1939 — січні 1941 року — студентка Промислової академії легкої індустрії імені Молотова в Москві.
У січні 1941 — червні 1944 року — старший інструктор, у червні 1944 — вересні 1954 року — завідувач сектора організаційного відділу Всесоюзної центральної ради професійних спілок (ВЦРПС). У вересні 1954 — квітні 1957 року — старший інструктор організаційно-інструкторського відділу ВЦРПС.
З квітня 1957 року — пенсіонер, з вересня 1967 року — персональний пенсіонер союзного значення в Москві.
Померла в липні 1982 року в місті Москві.

## Нагороди
- орден Трудового Червоного Прапора (22.03.1933)
- орден «Знак Пошани» (7.03.1960)
- медаль «За трудову доблесть»
- медалі